# Col Robbers
Le col Robbers, en anglais Robbers Pass (littéralement le « col du Voleur »), est un col de montagne routier qui relie les villes de Lydenburg et Ohrigstad (à l'ouest) et Pilgrim's Rest (à l'est) dans la province du Mpumalanga en Afrique du Sud.
Il est avec le col du Long Tom l'un des principaux passages est-ouest à travers le Grand Escarpement du Drakensberg.